# Aeroportul Kotlik
Aeroportul Kotlik (IATA: KOT, ICAO: PFKO, FAA LID: 2A9) este un aeroport din Alaska, Statele Unite ale Americii ce deservește zona Kotlik⁠(d). Aeroportul a fost tranzitat în 2019 de 6.866 de pasageri. A fost numit după zona deservită.
Situat la o altitudine de 5 m, aeroportul dispune de 1 pistă. Este operat de Alaska Department of Transportation & Public Facilities⁠(d).

## Infrastructură

### Piste
Aeroportul dispune de o singură pistă. Pista 02/20 are suprafața de pietriș și dimensiunile 4.400 picioare × 100 picioare. 